# Барон Ашбертон

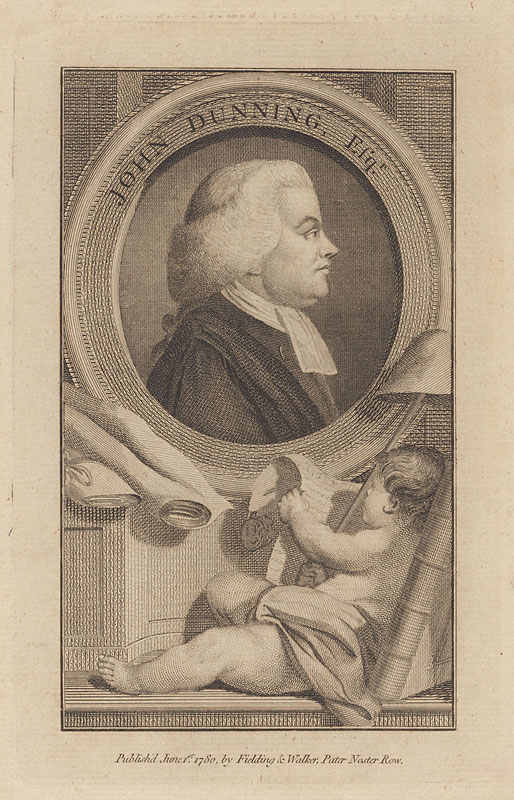
Джон Даннинг, 1-й барон Ашбертон (1731—1783)

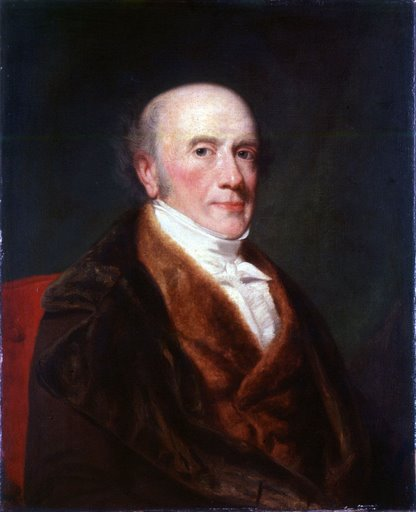
Александр Бэринг, 1-й барон Ашбертон (1774—1848)

Барон Ашбертон из Ашбертона в графстве Девоншир — наследственный титул, созданный дважды в британской истории (1782 год — Пэрство Великобритании, 1835 год — Пэрство Соединённого королевства). С 1835 года титул барона Ашбертон носят члены семьи Бэринг.

## История
Впервые титул барона Ашбертона в звании пэра Великобритании был создан 8 апреля 1782 года для адвоката и политика-вига, сэра Джона Даннинга (1731—1783). Он был депутатом Палаты общин от Кална (1768—1782), занимал должности генерального солиситора (1768—1770) и канцлера герцогства Ланкастер (1782—1783). В 1823 году после смерти его сына, Ричарда Даннинга, 2-го барона Ашбертона (1782—1833), титул прервался.
10 апреля 1835 года титул барона Ашбертона в звании пэра Соединённого королевства был восстановлен для финансиста и политика-тори Александра Бэринга (1774—1848). Он был двоюродным братом Ричарда Даннинга, 2-го барона Ашбертона креации 1782 года. Ранее он заседал в Палате общин от Тонтона (1806—1826), Каллингтона (1826—1831), Тетфорда (1831—1832) и Северного Эссекса (1832—1835), занимал должности председателя торгового совета (1834—1835) и мастера монетного двора (1834—1835). Член знатной семьи Бэринг, лорд Ашбертон был вторым сыном сэра Фрэнсиса Бэринга, 1-го баронета (1740—1810), дядей Фрэнсиса Бэринга, 1-го барона Нортбрука, Ивлина Бэринга, 1-го барона Кроумера и Эдварда Бэринга, 1-го барона Ревелстока, двоюродным дедом Томаса Бэринга, 1-го графа Нортбрука, и Ивлина Бэринга, 1-го барона Ховик из Глендейла.
Лорду Ашбертону наследовал его старший сын, Уильям Бингем Бэринг, 2-й барон Ашбертон (1799—1864). Он был депутатом Палаты общин от Тетфорда (1826—1830, 1841—1848), Каллингтона (1830—1831), Уинчестера (1832—1837) и Северного Стаффордшира (1837—1841), занимал посты секретаря контрольного совета (1841—1845) и главного казначея (1845—1846) в правительстве сэра Роберта Пиля. Его младший брат, Фрэнсис Бэринг, 3-й барон Ашбертон (1800—1868), заседал в Палате общин от Тетфорда (1830—1831, 1832—1841, 1848—1857). В его честь был назван город Ашбертон в Новой Зеландии. Ему наследовал его старший сын, Александр Хью Бэринг, 4-й барон Ашбертон (1835—1889). Он представлял Тетфоррд в Палате Общин Великобритании (1857—1867). Его преемником стал его сын, Фрэнсис Бэринг, 5-й барон Ашбертон (1866—1938). Он был дважды женат, его вторая жена Фрэнсис Доннелли была актрисой Бродвейского театра в Нью-Йорке. Его единственный сын, Александр Фрэнсис Сент-Винсент Бэринг, 6-й барон Ашбертон (1898—1991), был членом совета графства Гэмпшир и лордом-лейтенантом Гэмпшира (1960—1973).
По состоянию на 2024 год носителем титула являлся внук последнего, Марк Фрэнсис Роберт Бэринг, 8-й барон Ашбертон — сын Джона Фрэнсиса Харкорта Бэринга, 7-го барона Ашбертона (1928—2020), известного бизнесмена — который наследовал отцу в 2020 году. 7-й барон Ашбертон в 1990—1994 годах — лорд-хранитель рудников.
6-й и 7-й бароны Ашбертон были кавалерами Ордена Подвязки.
Достопочтенный Гай Бэринг (1873—1916, младший сын 4-го барона Ашбертона, был военным и консервативным политиком. Заседал в Палате общин от Уинчестера (1906—1916). Его сын Джайлс Бэринг (1910—1986) — успешный игрок в крикет.

## Бароны Ашбертон, первая креация (1782)

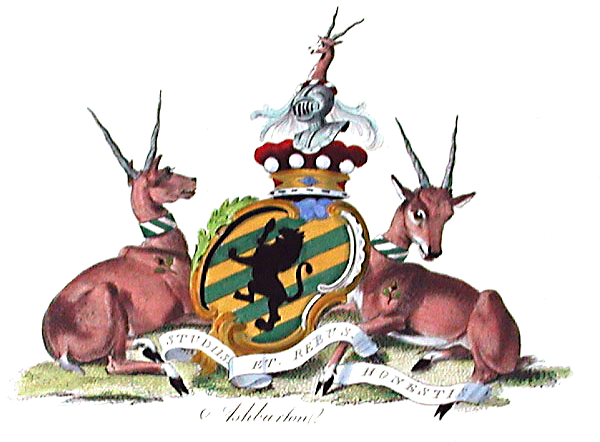
Герб баронов Ашбертон креации 1782 года

- 1782—1783: Джон Даннинг, 1-й барон Ашбертон[англ.] (18 октября 1731 — 18 августа 1783), младший сын Джона Даннинга из Ашбертона (ок. 1700—1780);
- 1783—1823: Ричард Барр Даннинг, 2-й барон Ашбертон[англ.] (20 сентября 1782 — 15 февраля 1823), второй (младший) сын предыдущего.

## Бароны Ашбертон, вторая креация (1835)

Герб Джона Бэринга, 7-го барона Ашбертона (род. 1928)

- 1835—1848: Александр Бэринг, 1-й барон Ашбертон[англ.] (27 октября 1774 — 12 мая 1848), второй сын сэра Фрэнсиса Бэринга, 1-го баронета (1740—1810);
- 1848—1864: Уильям Бингем Бэринг, 2-й барон Ашбертон[англ.] (июнь 1799 — 23 марта 1864), старший сын предыдущего;
- 1864—1868: Фрэнсис Бэринг, 3-й барон Ашбертон[англ.] (20 мая 1800 — 6 сентября 1868), младший брат предыдущего;
- 1868—1889: Александр Хью Бэринг, 4-й барон Ашбертон[англ.] (4 мая 1835 — 18 июля 1889), старший сын предыдущего;
- 1889—1938: Фрэнсис Дензил Эдвард Бэринг, 5-й барон Ашбертон[англ.] (20 июля 1866 — 27 марта 1938), старший сын предыдущего;
- 1938—1991: Александр Фрэнсис Сент-Винсент Бэринг, 6-й барон Ашбертон (7 апреля 1898 — 12 июня 1991), единственный сын предыдущего;
- 1991—2020: Джон Фрэнсис Харкорт Бэринг, 7-й барон Ашбертон[англ.] (2 ноября 1928 — 6 октября 2020), старший сын предыдущего;
- 2020— : Марк Фрэнсис Роберт Бэринг, 8-й барон Ашбертон[англ.] (род. 17 августа 1958), старший сын предыдущего;
  - Наследник: достопочтенный Фредерик Чарльз Фрэнсис Бэринг (род. 1990), старший сын предыдущего.